# Джейнсвіль (Міннесота)
Джейнсвіль (англ. Janesville) — місто (англ. city) в США, в окрузі Восека штату Міннесота. Населення — 2421 особа (2020).

## Географія
Джейнсвіль розташований за координатами 44°7′16″ пн. ш. 93°42′46″ зх. д. / 44.12111° пн. ш. 93.71278° зх. д. (44.121239, -93.712877).  За даними Бюро перепису населення США в 2010 році місто мало площу 4,53 км², з яких 4,52 км² — суходіл та 0,00 км² — водойми.

## Демографія
Згідно з переписом 2010 року, у місті мешкало 2256 осіб у 889 домогосподарствах у складі 619 родин. Густота населення становила 499 осіб/км².  Було 958 помешкань (212/км²).
Расовий склад населення:
| - 98,0 % — білих - 0,4 % — чорних або афроамериканців - 0,3 % — корінних американців - 0,2 % — азіатів |

До двох чи більше рас належало 0,8 %. Частка іспаномовних становила 1,3 % від усіх жителів.
За віковим діапазоном населення розподілялося таким чином: 27,1 % — особи молодші 18 років, 58,1 % — особи у віці 18—64 років, 14,8 % — особи у віці 65 років та старші. Медіана віку мешканця становила 35,4 року. На 100 осіб жіночої статі у місті припадало 92,7 чоловіків;  на 100 жінок у віці від 18 років та старших — 91,8 чоловіків також старших 18 років.
Середній дохід на одне домашнє господарство  становив 68 629 доларів США (медіана — 59 340), а середній дохід на одну сім'ю — 80 148 доларів (медіана — 72 404). Медіана доходів становила 47 596 доларів для чоловіків та 35 690 доларів для жінок. За межею бідності перебувало 8,4 % осіб, у тому числі 9,4 % дітей у віці до 18 років та 13,8 % осіб у віці 65 років та старших.
Цивільне працевлаштоване населення становило 1379 осіб. Основні галузі зайнятості: освіта, охорона здоров'я та соціальна допомога — 26,8 %, виробництво — 24,9 %, публічна адміністрація — 7,7 %, науковці, спеціалісти, менеджери — 7,1 %.